# 中国证券监督管理委员会

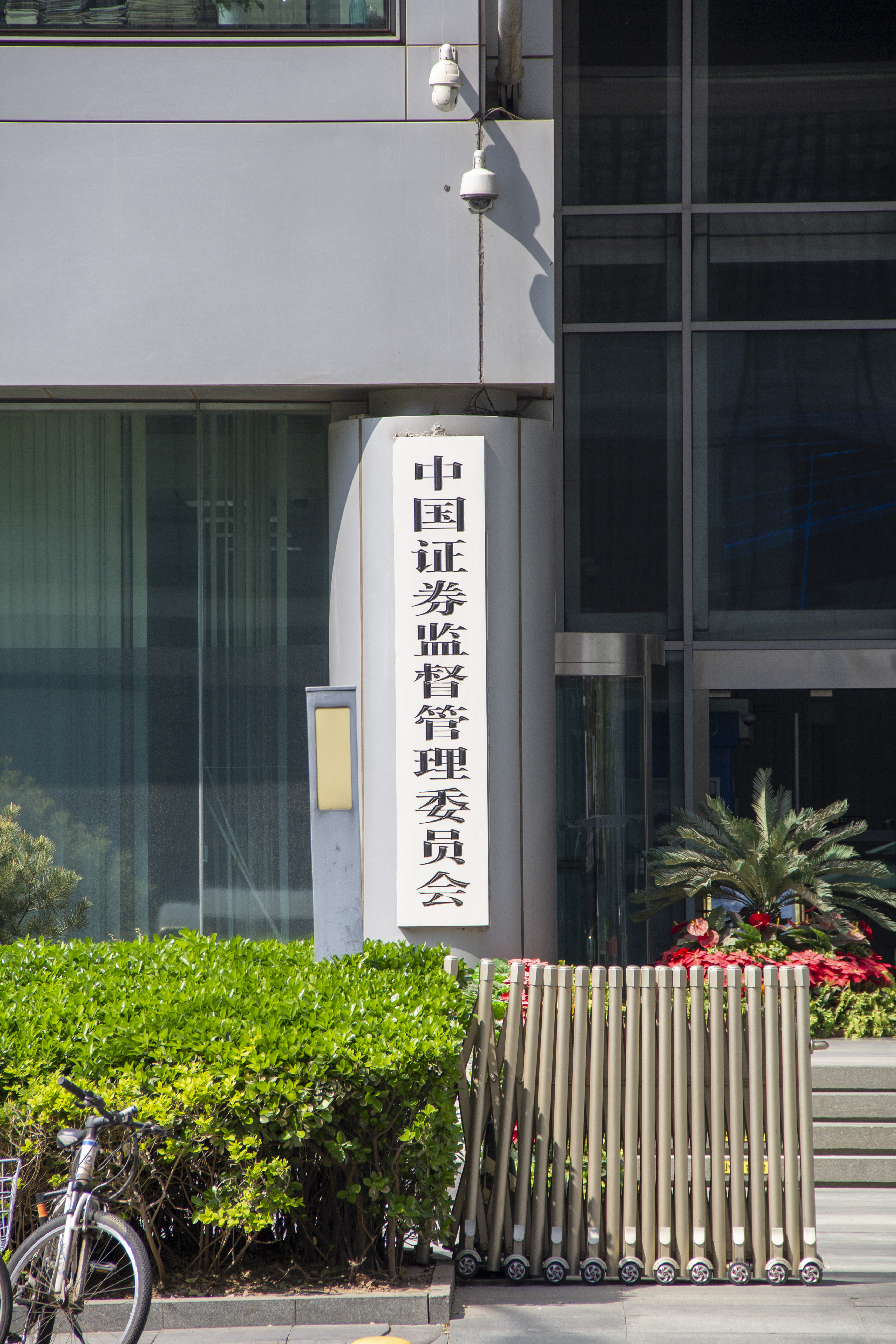
中国证券监督管理委员会 招牌

中国证券监督管理委员会（缩写为），规范化简称中国证监会，亦简称证监会、中證監，是中华人民共和国国务院负责证券、期货监督管理的直属机构。
中国证券监督管理委员会成立于1992年10月，1995年3月成为中华人民共和国国务院副部级直属事业单位；1998年4月与其原上级机构国务院证券委员会合并为正部级国务院直属事业单位，从此垂直领导中国内地所有证券期货监管机构，对境内证券、期货市场实行集中统一监管。中国证监会是依照法律、法规和国务院授权承担政府行政职能的事业单位，其机关和派出机构参照公务员法管理。2023年3月，调整为国务院直属机构。

## 历史
1981年，中华人民共和国政府开始采用发行国债的形式筹措资金，证券市场开始发育。1984年，股票重新在中国大陆出现。这一阶段证券业主要由中国人民银行负责监管。1990年，深圳证券交易所和上海证券交易所成立，证券市场正式建立。1992年10月，国务院证券委员会和中国证监会成立。国务院证券委员会是对证券市场进行统一宏观管理的主管机构。中国证监会是国务院证券委员会的执行机构，依法对证券市场进行监管。
1995年3月，国务院正式确定中国证监会为国务院直属事业单位，但依然是国务院证券委员会的监管执行机构。此时证券经营机构仍由中国人民银行监管。1997年8月，上海证券交易所、深圳证券交易所统一划归中国证监会监管。当年11月，中共中央与国务院召开第一次全国金融工作会议，决定对全国证券管理体制进行改革，原由中国人民银行监管的证券经营机构划归中国证监会统一监管。1998年4月，中国证监会与国务院证券委合并，中国证监会成为正部级国务院直属事业单位，专司全国证券、期货市场的监管职能。
2023年2月17日，因中国股票市场实行注册制，中国证券监督管理委员会股票发行审核委员会、并购重组审核委员会被撤销。
2023年3月，中国证监会被调整为国务院直属机构，同时证监会的投资者保护职责被划入新成立的国家金融监督管理总局。

## 标志

中国证监会标志（2012年5月至2025年6月29日）

中国证监会的第一代标志于2012年5月起启用，由三个红色的三角嵌套成一个“公”字图案，寓意公平、公正、公开。由于该标志呈环环封闭式相扣的设计，被股民戏称为“连环套”。2025年6月30日，中国证监会启用第二代标志，改为三个V字环形拥抱的图案，外环写有机构中英文全称。

## 职责
根据《中国证券监督管理委员会职能配置、内设机构和人员编制规定》，证监会承担下列职能：
1. 依法对证券业实行统一监督管理，强化资本市场监管职责。
2. 研究拟订证券期货基金市场的方针政策、发展规划。起草证券期货基金市场有关法律法规草案，提出制定和修改建议。制定证券期货基金市场有关监管规章、规则。
3. 监管股票、可转换债券、存托凭证和国务院确定由中国证券监督管理委员会负责的其他权益类证券的发行、上市、交易、托管和结算，监管证券、股权、私募及基础设施领域不动产投资信托等投资基金活动。
4. 监管公司（企业）债券、资产支持证券和国务院确定由中国证券监督管理委员会负责的其他固定收益类证券在交易所市场的发行、上市、挂牌、交易、托管和结算等工作，监管政府债券在交易所市场的上市交易活动，负责债券市场统一执法工作。
5. 监管上市公司、非上市公众公司、债券发行人及其按法律法规必须履行有关义务的股东、实际控制人、一致行动人等的证券市场行为。
6. 按分工监管境内期货合约和标准化期权合约的上市、交易、结算和交割，依法对证券期货基金经营机构开展的衍生品业务实施监督管理。
7. 监管证券期货交易所和国务院确定由中国证券监督管理委员会负责的其他全国性证券交易场所，按规定管理证券期货交易所和有关全国性证券交易场所的高级管理人员。
8. 监管证券期货基金经营机构、证券登记结算公司、期货结算机构、证券金融公司、证券期货投资咨询机构、证券资信评级机构、基金托管机构、基金服务机构，制定有关机构董事、监事、高级管理人员及从业人员任职、执业的管理办法并组织实施。
9. 监管境内企业到境外发行股票、存托凭证、可转换债券等证券及上市活动，监管在境外上市的公司到境外发行可转换债券和境内证券期货基金经营机构到境外设立分支机构。监管境外机构到境内设立证券期货基金机构及从事相关业务，境外企业到境内交易所市场发行证券上市，合格境外投资者的境内证券期货投资行为。
10. 监管证券期货基金市场信息传播活动，负责证券期货基金市场的统计与信息资源管理。
11. 与有关部门共同依法对会计师事务所、律师事务所以及从事资产评估、资信评级、财务顾问、信息技术系统服务等机构从事证券服务业务实施备案管理和持续监管。
12. 负责证券期货基金业的科技监管，建立科技监管体系，制定科技监管政策，构建监管大数据平台，开展科技应用和安全等风险监测、分析、评价、预警、检查、处置。
13. 依法对证券期货基金市场违法违规行为进行调查，采取相关措施或进行处罚。依法打击非法证券期货基金金融活动，组织风险监测分析，依法处置或协调推动处置证券期货基金市场风险。组织协调清理整顿各类交易场所，指导开展风险处置相关工作。
14. 按照建立以中央金融管理部门地方派出机构为主的地方金融监管体制要求，指导和监督与证券期货基金相关的地方金融监管工作，指导协调地方政府履行相关金融风险处置属地责任。
15. 开展证券期货基金业的对外交流和国际合作。
16. 完成党中央、国务院交办的其他任务。

## 机构设置
根据《中国证券监督管理委员会职能配置、内设机构和人员编制规定》，证监会内设机构为正司局级，对派出机构实行垂直管理，设置下列机构：

### 内设机构
- 办公厅（党委办公室）
- 综合业务司
- 发行监管司
- 公众公司监管司
- 市场监管一司
- 市场监管二司（清理整顿各类交易场所办公室）
- 证券基金机构监管司
- 上市公司监管司
- 期货监管司
- 债券监管司
- 稽查局
- 科技监管司
- 法治司
- 行政处罚委员会办公室
- 会计司
- 国际合作司（港澳台事务办公室）
- 人事教育司（党委组织部）
- 内审司（党委巡视工作领导小组办公室）
- 党建工作局（党委宣传部）
- 机关党委

### 咨询议事机构
- 行政处罚委员会

中国证券监督管理委员会行政处罚委员会单设办公室。

### 直属行政机构
- 稽查总队

### 直属事业单位
- 研究中心
- 信息中心
- 行政中心

### 管理（举办）事业单位
- 上海证券交易所（中国证券博物馆）
- 深圳证券交易所
- 上海期货交易所
- 郑州商品交易所
- 大连商品交易所
- 中国金融期货交易所
- 广州期货交易所
- 中证金融研究院
- 资本市场学院

（资本市场学院由中国证监会与深圳市人民政府联合举办。）

### 派出机构
- 中国证券监督管理委员会北京监管局
- 中国证券监督管理委员会天津监管局
- 中国证券监督管理委员会河北监管局
- 中国证券监督管理委员会山西监管局
- 中国证券监督管理委员会内蒙古监管局
- 中国证券监督管理委员会辽宁监管局
- 中国证券监督管理委员会吉林监管局
- 中国证券监督管理委员会黑龙江监管局
- 中国证券监督管理委员会上海监管局
- 中国证券监督管理委员会江苏监管局
- 中国证券监督管理委员会浙江监管局
- 中国证券监督管理委员会安徽监管局
- 中国证券监督管理委员会福建监管局
- 中国证券监督管理委员会江西监管局
- 中国证券监督管理委员会山东监管局
- 中国证券监督管理委员会河南监管局
- 中国证券监督管理委员会湖北监管局
- 中国证券监督管理委员会湖南监管局
- 中国证券监督管理委员会广东监管局
- 中国证券监督管理委员会广西监管局
- 中国证券监督管理委员会海南监管局
- 中国证券监督管理委员会重庆监管局
- 中国证券监督管理委员会四川监管局
- 中国证券监督管理委员会贵州监管局
- 中国证券监督管理委员会云南监管局
- 中国证券监督管理委员会西藏监管局
- 中国证券监督管理委员会陕西监管局
- 中国证券监督管理委员会甘肃监管局
- 中国证券监督管理委员会青海监管局
- 中国证券监督管理委员会宁夏监管局
- 中国证券监督管理委员会新疆监管局
- 中国证券监督管理委员会深圳监管局
- 中国证券监督管理委员会大连监管局
- 中国证券监督管理委员会宁波监管局
- 中国证券监督管理委员会厦门监管局
- 中国证券监督管理委员会青岛监管局
- 中国证券监督管理委员会上海证券监管专员办事处
- 中国证券监督管理委员会深圳证券监管专员办事处

### 管理（控股）企业单位
- 北京证券交易所有限责任公司
- 中国证券登记结算有限责任公司
- 中国证券投资者保护基金有限责任公司
- 中国证券金融股份有限公司
- 中国期货市场监控中心有限责任公司
- 中证数据有限责任公司
- 全国中小企业股份转让系统有限责任公司
- 中证信息技术服务有限公司
- 中证中小投资者服务中心有限责任公司
- 中证商品指数有限责任公司

### 主管社会团体
- 中国证券业协会
- 中国期货业协会
- 中国上市公司协会
- 中国证券投资基金业协会

## 历任领导
| 中国证券监督管理委员会主席 - 刘鸿儒（1992年10月26日－1995年3月30日） - 周道炯（1995年3月31日－1997年7月3日） - 周正庆（1997年7月12日－2000年2月23日） - 周小川（2000年2月24日－2002年12月27日） - 尚福林（2002年12月27日－2011年10月29日） - 郭树清（2011年10月29日－2013年3月17日） - 肖钢（2013年3月17日－2016年2月20日） - 刘士余（2016年2月20日－2019年1月26日） - 易会满（2019年1月26日－2024年2月7日） - 吴清（2024年2月7日－） | 中国证券监督管理委员会副主席 …… - 李超（2015年9月－） - 陈华平（2023年9月－） - 李明（2024年7月－） |

## 驻会纪检监察组
中央纪律检查委员会国家监察委员会驻中国证券监督管理委员会纪检监察组，简称中央纪委国家监委驻证监会纪检监察组，是中国共产党中央纪律检查委员会、中华人民共和国国家监察委员会设在中国证券监督管理委员会的副部级派驻机构。

### 沿革
1998年设立中国共产党中国证券监督管理委员会纪律检查委员会（监察部驻中国证券监督管理委员会监察局），是中央纪委监察部派驻机构。2014年12月，中共中央制定出台《关于加强中央纪委派驻机构建设的意见》，为派驻全覆盖确定了时间表和路线图。2015年中共中央《关于全面落实中央纪委向中央一级党和国家机关派驻纪检机构的方案》（中办发〔2015〕55号）撤销监察部驻各单位监察局，中央纪委驻各单位纪检组为对外工作联络的唯一名称，中共中央批准中央纪委对139家中央一级党和国家机关派驻纪检机构全覆盖，共设置47家派驻机构，其中20家为单独派驻机构，27家综合派驻机构负责监督119家单位。中央纪委驻中国证券监督管理委员会纪检组负责单独监督中国证券监督管理委员会。
2018年深化党和国家机构改革及《中华人民共和国监察法》施行后，调整组建中央纪律检查委员会国家监察委员会驻中国证券监督管理委员会纪检监察组，单独派驻中国证券监督管理委员会。

### 历任领导
组长
- 王会民（2015年－2019年4月）
- 樊大志 二级副总监察官（2019年4月－）

## 驻会检察室
最高人民检察院驻中国证券监督管理委员会检察室，简称最高检驻证监会检察室，是中华人民共和国最高人民检察院设在中国证券监督管理委员会的正厅局级派驻机构。

### 沿革
2021年9月18日，根据《关于设立最高人民检察院驻中国证券监督管理委员会检察室的通知》，最高人民检察院驻中国证券监督管理委员会检察室揭牌成立。驻会检察室履行四大职责：一是加强执法司法的协作与制约；二是强化检察机关证券期货犯罪案件办理工作；三是指导地方检察机关证券期货检察专业化建设；四是开展证券期货违法犯罪问题研究、预防和治理工作。

### 历任领导
主任
- 张晓津 二级高级检察官（2021年9月18日—，最高检第四检察厅厅长兼）

### 引用
1. ↑  国务院办公厅秘书局.  (PDF). 广东老龄网. 北京.   [2018-11-25]. （原始内容 (PDF)存档于2018-11-25） （中文（中国大陆））.
2. ↑  中华人民共和国国务院《期货交易管理条例》第五条：“国务院期货监督管理机构对期货市场实行集中统一的监督管理。国务院期货监督管理机构派出机构依照本条例的有关规定和国务院期货监督管理机构的授权，履行监督管理职责。”
3. ↑  中华人民共和国国务院. . 新华网新闻. 北京.   [2023-03-07]. （原始内容存档于2023-03-07） （中文（简体））.
4. ↑  . 联合早报. 2025-06-30  [2025-06-30].
5. 1 2  . www.gov.cn.   [2023-11-10]. （原始内容存档于2023-11-10）.
6. ↑  牛自连. . 北京: 红旗出版社. 2013-04: 194. ISBN 978-7-5051-2443-1.
7. ↑  . 新华网. 2016-02-20  [2016-02-20]. （原始内容存档于2016-02-23）.
8. ↑  . 新华网.   [2019-01-26]. （原始内容存档于2021-05-10）.
9. ↑  . 新华网.   [2024-02-08]. （原始内容存档于2024-02-08）.
10. 1 2  . 人民网. 2016-01-05. （原始内容存档于2018-03-18）.
11. ↑  . 中华人民共和国财政部. 2016-04-06. （原始内容存档于2017-10-04）.
12. ↑  . 最高人民检察院.   [2023-05-05]. （原始内容存档于2023-05-05）.